# 孟德尔-里德伯盆地
孟德尔-里德伯盆地（Mendel-Rydberg Basin）是一座位于月球西南边缘上的酒海纪撞击盆地。它取名自西部边沿上的孟德尔环形山和盆地中心里德伯陨石坑的合称。它位于更大、更年轻的东海撞击盆地南面，东海盆地的喷发物和其它撞击地貌叠加在了孟德尔-里德伯盆地之上。
孟德尔-里德伯盆地中央有一个质量瘤或高重力区。该质量瘤最早是被月球探勘者飞船的多普勒跟踪系统所确认。
该盆地内分布着古特尼克陨坑、德罗伊陨坑、阿伦尼乌斯陨坑、雅科夫金陨坑、格拉夫陨坑、安德逊陨坑、查德威克陨坑、芬伊陨坑、布兰查德和巴德陨石坑，而巴德月谷横贯盆地的东北边缘。环盆地外侧坐落有德鲁德陨坑、钱特陨坑、斯捷克洛夫陨坑、李普曼环形山、匹兹伐环形山、沙佩环形山、皮拉特尔环形山、豪森环形山、潘格雷环形山和因吉拉米环形山。最大的撞击坑-巴伊环形山则位于它的东南，往西，在李普曼环形山的后面就是南极-艾托肯盆地。

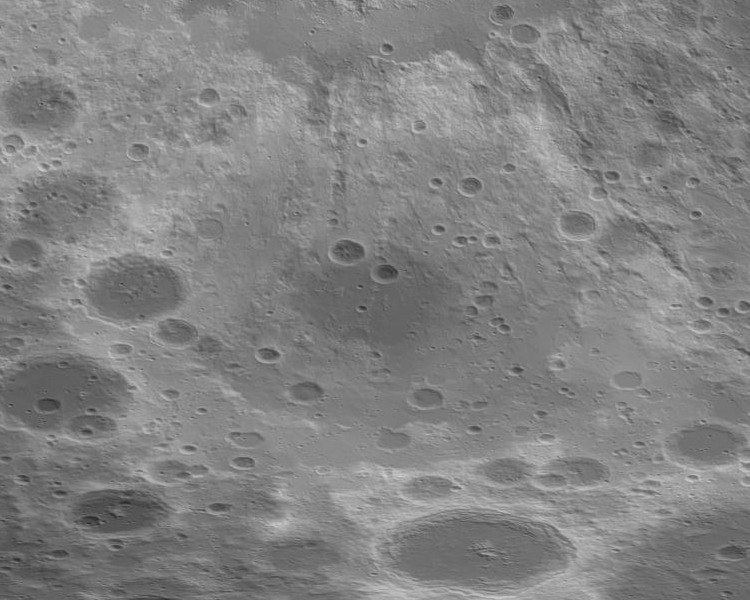
地形图
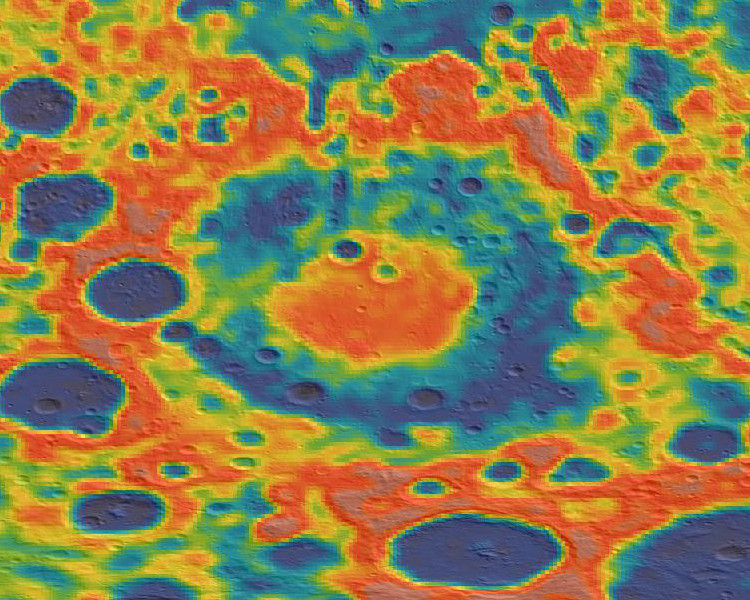
根据圣杯号飞船数据测绘的重力图